# 심온선생묘
심온선생묘(沈溫先生墓)는 대한민국 경기도 수원시 하색리에 있는, 조선 시대 심온의 묘이다. 1979년 9월 10일 경기도 기념물로 지정되었다.